# Clotilde-Camille Deflandre
Clotilde-Camille Deflandre (París, 21 de novembre de 1871 - Fécamp, 7 de juny de 1946) va ser una científica francesa coneguda principalment pel descobriment, juntament amb el seu mentor Paul Carnot, de l'eritropoetina. També va ser pionera en el camp que va conduir al desenvolupament del trasplantament d'òrgans. Va ser la primera dona a França a rebre tant un doctorat en medicina com un doctorat en ciències naturals.

## Biografia
Deflandre va néixer al 7è districte de París el 21 de novembre de 1871. El seu pare, Gustave Edouard Deflandre (1851-1909) era un empleat del ferrocarril, compositor de música religiosa i organista a París. La seva mare, Marie Eugénie Giboz (1848-1938), va néixer a Autouillet, un municipi del departament d'Yvelines, al nord de França. Treballava com a dependenta en el moment del seu matrimoni amb Deflandre a París el 14 de setembre de 1871. Els Deflandre van tenir tres fills, Jules Gustave (1870-1921), Clotilde i Georges Edouard (1876-). Jules Gustave va ser el pare del paleogeòleg Georges Deflandre (1897-1973).
Camille-Clotilde Deflandre es va casar amb el metge Léon Dufour el 8 de novembre de 1921, a París. Dufour (1856-1928) va ser un pioner en nutrició infantil principalment a Fécamp (Normandia). Fou el fundador de La Goutte de lait, una organització que va desenvolupar mètodes més segurs d'alimentació infantil per tal de reduir la mortalitat infantil.
Clotilde-Camille Deflandre va morir a setanta-quatre anys el 7 de juny de 1946 a París. Va ser enterrada al cementiri de l'església de Saint-Étienne de Fécamp el 13 de juny de 1946.

## Carrera i recerca

### Empelts de pell
El 1895, Deflandre treballava al laboratori d'Augustin Nicolas Gilbert a l'hospital Broussais de París amb Carnot. El seu estudi, que examinava la capacitat dels empelts de pell dels conillets d'índies negres per persistir en els conillets d'índies blancs, va tenir un efecte profund en el camp modern del trasplantament d'òrgans i va ser citat per Peter Medawar, guanyador del Premi Nobel de 1960 pel seu treball sobre la immunocompetència. Medawar, referint-se al seu article, va afirmar que «des de fa cinquanta anys se sap que si s'empelta la pell de conillet d'índies negre a una zona blanca del mateix animal, es produeix un procés que de manera no compromesa es pot anomenar infecció: la pell blanca que envolta l'empelt negre s'ennegreix centrífugament. Per contra, la pell blanca empeltada a una zona negra, s'ennegreix». Va formular la hipòtesi que les cèl·lules diferenciades en l'organisme adult «es reprodueixen veritablement i conserven per sempre en l'herència cel·lular la seva especificitat de tipus histològic», un concepte important que va conduir al desenvolupament posterior del trasplantament de teixits.

### Doctorat en ciències
L'any 1903, Deflandre va rebre un doctorat en ciències per la Universitat de Lille sobre Fonction adipogénique du foie dans la série animale (La funció adipogènica del fetge en una sèrie d'animals) de nou amb Carnot i Gilbert. Va ser la quarta dona a rebre un doctorat en ciències a França. Les anteriors van ser l'astrònoma Dorothea Klumpke, Rodeau-Lozeau i la guanyadora del Premi Nobel, Marie Curie. El treball de Deflandre va sorgir de l'interès dels biòlegs del segle XIX, especialment Claude Bernard, sobre les funcions metabòliques del fetge. Va estudiar metòdicament la funció adipo-hepàtica en una sèrie d'invertebrats i vertebrats. També va examinar la capacitat d'un fetge gras per reparar els danys de drogues com la cocaïna

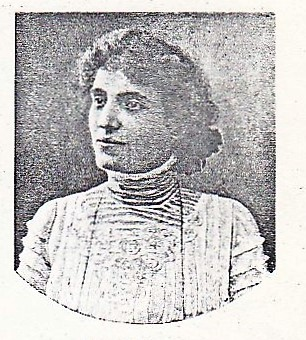
Foto de Clotilde-Camille Deflandre l'any 1910.

### Doctorat en medecina
Després de treballar com a professora al Collège de Jeunes Filles de Rouen, Deflandre va reprendre els seus estudis del doctorat en medicina. Carnot i Gilbert tenien un interès des de fa temps per l'opoteràpia: l'ús d'un extracte d'òrgan per substituir un factor humoral que faltava. La recerca de Carnot d'una substància estimulant hematopoètica que es troba a la sang estava fermament arrelat en aquest estudi. Treballant de nou amb Carnot al laboratori de Gilbert, Deflandre es va proposar determinar els factors que controlen la producció de glòbuls vermells per al seu treball de tesi. Carnot i Deflandre van demostrar que la injecció d'una petita quantitat del sèrum d'un conill que havia estat sagnat prèviament va provocar un augment considerable dels glòbuls vermells l'endemà de la injecció en conills receptors normals. També van demostrar que mentre que el sèrum d'un animal que havia estat sagnat estava actiu, el d'un animal normal no ho estava. Van trobar que el sèrum era el responsable de l'activitat, més que no pas els elements cel·lulars de la sang. L'hemorràgia repetida va provocar un augment de l'activitat sèrica. Van anomenar aquesta substància, hemopoetina i van postular que era membre d'un grup de citopoetines, ara anomenades citocines.

### Del sèrum hematopoètic a l'eritropoetina
Entre 1906 i 1907, van aparèixer dos articles de Carnot i Deflandre als Comptes Rendus de L'Académie des Sciences. S'hi descriu l'existència d'un factor transmès per la sang que podria estimular la producció de glòbuls vermells i la possible aplicació clínica d'aquest sèrum. Aquests articles van establir les bases intel·lectuals per a tot el camp dels factors de creixement, és a dir, les proteïnes que es produeixen en un lloc i actuen sobre una població llunyana de cèl·lules-objectiu. El primer informe va rebre atenció tant de la comunitat científica com de la premsa. La tesi de Deflandre per al seu doctorat en medicina Les applications du sérum hémopoïétique (Les aplicacions del sèrum hematopoètic) va ser aprovada per la Facultat de Farmàcia de la Universitat de Lille el 1910. Tanmateix, el fet de no reproduir les seves troballes va provocar la pèrdua d'interès en aquest treball. Però, el 1947, Eva Bonsdorff i els seus col·legues van poder reproduir les troballes inicials de Carnot i Deflandre i van canviar el nom de la substància activa eritropoetina. Les vendes mundials d'eritropoetina recombinant van ser d'uns 7.000 milions de dòlars el 2012

### De l'opoteràpia a les hormones esteroides
Al final de la seva carrera, i després del seu matrimoni amb Léon Dufour, Deflandre va començar una col·laboració amb Gaston Roussel (1877-1947) als laboratoris Roussel-Uclaf, una de les empreses precursores de Sanofi. Roussel s'havia format com a veterinari i es va doctorar en medicina a la Universitat de París. Mentre era allà, es va familiaritzar amb l'obra de Carnot i Deflandre, va repetir els seus experiments inicials i després va utilitzar cavalls per augmentar la producció d'hemopoetina per a ús comercial. El seu primer producte, Hemostyl, va ser àmpliament usat fins a la dècada de 1950 per al tractament de l'anèmia. Gaston i Deflandre (com Dufour-Deflandre) van publicar una sèrie d'estudis sobre el contingut mineral dels materials embrionaris com a part del treball continuat dels laboratoris Roussel per aïllar els agents actius d'òrgans per a ús clínic, guiats novament pels principis de l'opoteràpia. Roussel Laboratories va ser dels primers a produir hormones esteroides per a ús mèdic.